# نيك ميرفي (لاعب كرة قدم)
نيك ميرفي (بالإنجليزية: Nick Murphy)‏ (25 ديسمبر 1946 بويست بروميتش في المملكة المتحدة - ) هو لاعب كرة قدم بريطاني في مركز الوسط. لعب مع مانشستر سيتي ونادي بانغور سيتي ونادي ريدنغ ونادي ألترينتشام.

## وصلات خارجية
- نيك ميرفي على موقع قاعدة بيانات كرة القدم.إي يو (الإنجليزية)